# Greenhorn Valley
Das Greenhorn Valley ist ein Tal im Süden des Pueblo County im US-Bundesstaat Colorado, östlich des Greenhorn Mountain. Zum Tal gehören die Ortschaften Colorado City und Rye. Der Colorado State Highway 165, ein Teil des Frontier Pathways Scenic Byway, durchquert das Tal und dient als Hauptstraße. Die Interstate 25 ist am östlichen Ende des Tals.

## Geographie
Der westliche Teil des Tals grenzt an den San Isabel National Forest. Der Lake Beckwith, ein sowohl von Colorado City als auch von Colorado Parks and Wildlife verwalteter Stausee und State Wildlife Area, bietet Möglichkeiten zum Angeln, Spazierengehen und Kanufahren. Vom Westen dominiert der Greenhorn Mountain (3763 m) das Tal. Der Berg ist der höchste Gipfel der Wet Mountains. Der Greenhorn Creek entspringt am Greenhorn Mountain und durchquert das Tal. Die Höhe des Tals beträgt ungefähr 2100 m bei Rye und 1800 m bei Colorado City.

## Geschichte
Das Tal, der Bach und der Berg sind nach Cuerno Verde (deutsch: „Grünes Horn“), einem Komantschen-Häuptling und Kriegsherren, benannt. 1779 wurde er in oder nahe dem heutigen Greenhorn Valley von einer aus New Mexiko stammenden Armee unter Gouverneur Juan Bautista de Anza besiegt und getötet.
Der Taos Mountain Trail kreuzte den Greenhorn Creek nahe des heutigen Colorado City. Die erste Siedlung im Tal wurde 1845 von dem Trapper John Brown, seiner Frau Luisa Sandoval und weiteren Kindern als Handelsstation am Bach gegründet. 1853 beschrieb Lt. Edward Griffin Beckwith sechs Familien, die ein Bewässerungssystem gebaut und Felder und Häuser errichtet hatten. Estefana Bent, Tochter des ehemaligen Gouverneurs von New Mexico, Charles Bent, erbte 1859 Land im Greenhorn Valley und ließ sich dort mit ihrem Mann Alexander Hicklin nieder. Ihr Sohn Alexander wurde 1878 von einem Landbesetzer erschossen, Estefana starb 1927.

## Bildung
Die Greenhorn Valley Schools betreiben drei Schulen im Tal: Die Rye Elementary School, die Craver Middle School und die Rye High School.